# Contea di Buffalo (Nebraska)
La contea di Buffalo (in inglese Buffalo County) è una contea dello Stato del Nebraska, negli Stati Uniti. La popolazione al censimento del 2000 era di 42 259 abitanti. Il capoluogo di contea è Kearney.